# Cyathea patens
Cyathea patens là một loài dương xỉ trong họ Cyatheaceae. Loài này được hort. ex Houlston & Moore mô tả khoa học đầu tiên năm 1851.
Danh pháp khoa học của loài này chưa được làm sáng tỏ. 